# Volvo ES90
Volvo ES90 (V551) ― електромобіль, що виробляється шведським автовиробником Volvo з 2025 року.
Його було представлено 5 березня 2025 року.

## Огляд

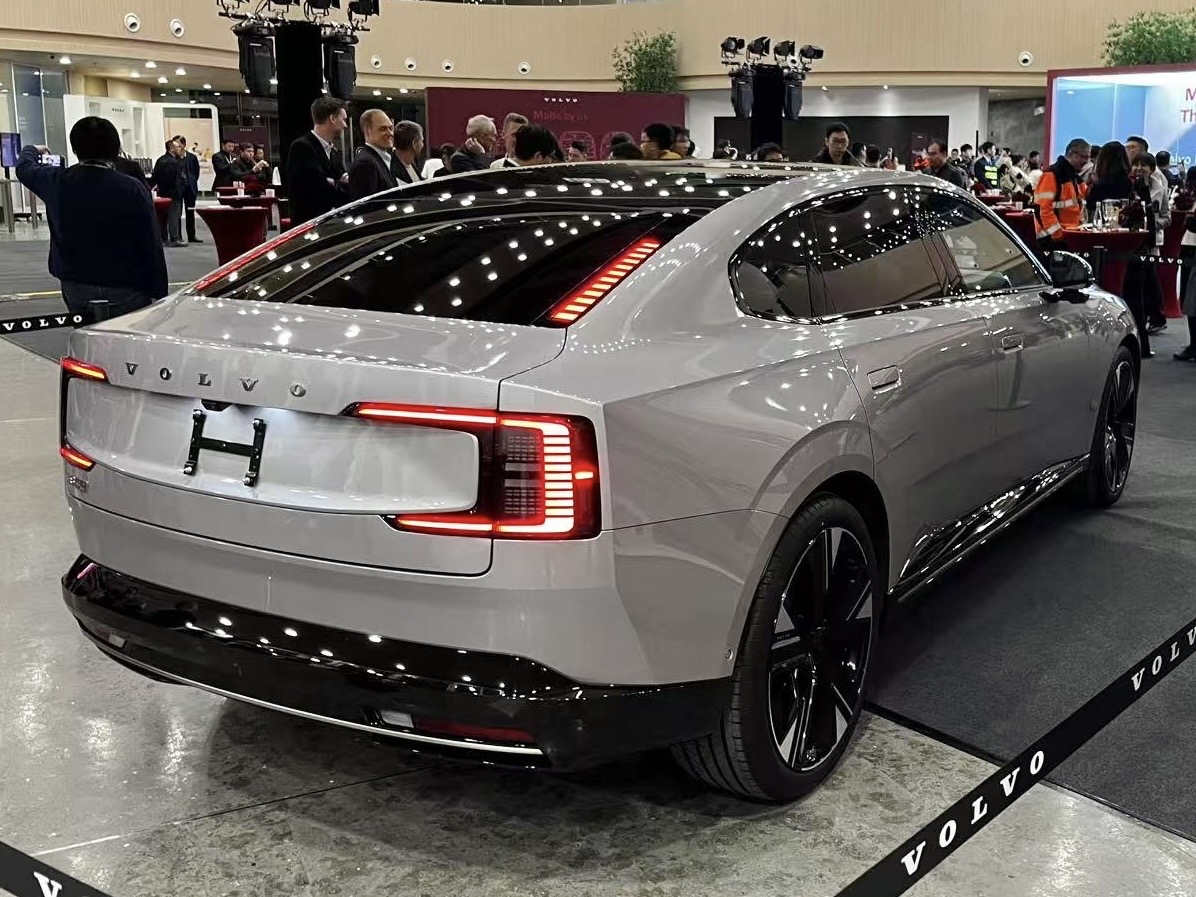

ES90 базується на платформі SPA2, призначеній для автомобілів високого класу, якою, зокрема, оснащуються позашляховики Volvo EX90 та Lotus Eletre.
На вибір запропонують задньопривідний 245-сильний варіант та повнопривідні версії на 442 і 670 сил. Максимальна швидкість усіх ES90 обмежена на 180 км/год. Найпотужніший електрокар стартує до сотні за 3,9 с.
Електромобіль Volvo ES90 отримав батареї ємністю 92 та 106 кВт∙год: його запас ходу сягає 640 і 700 км, відповідно. 800-вольтна архітектура дозволяє надшвидку зарядку потужністю 350 кВт: у такому режимі додати 300 км запасу ходу можна всього за 10 хвилин, а зарядитися на 80 % — за 20 хвилин.
Хоч у назві моделі й зашифровано слово «седан», фактично це ліфтбек. У ньому поміщається 424 літри багажу з можливістю розширення до 733 літрів, склавши три окремі задні сидіння, а під капотом є додатковий передній багажник об'ємом 22 літри.
Всередині ES90 п'ять місць. Є 14,5-дюймовий центральний сенсорний екран інформаційно-розважальної системи, 9-дюймовий дисплей водія та проєкційний дисплей перед водієм. На базі платформи Cockpit від Qualcomm інформаційно-розважальна система має Карти Google, Google Assistant і магазин додатків Google Play, а також підключена до Інтернету через модем із підтримкою 5G.